# 天主教科罗拉多斯普林斯教区
天主教科羅拉多斯普林斯教區（拉丁語：Diocesis Coloratensium Fontium）是美國一個羅馬天主教教區，屬丹佛總教區。成立於1983年11月10日。

## 介紹
範圍包括科羅拉多州東部十縣，教座位於該州第二大城科羅拉多斯普林斯。2006年有教友166,602人（佔全州人口19.0%）、卅八個堂區、六十九名司鐸。

## 歷任主教
- 理查德·查爾斯·帕特里克·哈尼芬̇̇(1983年11月10日-2003年1月30日)
- 彌額爾·若望·謝里敦(2003年1月30日-20218月30日)
- 詹姆士·R·戈爾卡(2021年8月30日-)